# Pyrrhocorax pyrrhocorax
Il gracchio corallino (Pyrrhocorax pyrrhocorax (Linnaeus, 1758)) è un uccello passeriforme della famiglia dei Corvidae.
È il simbolo animale di La Palma.

## Etimologia
Il nome scientifico della specie, pyrrhocorax, rappresenta un tautonimo, in quanto ripetizione di quello del genere.

## Descrizione

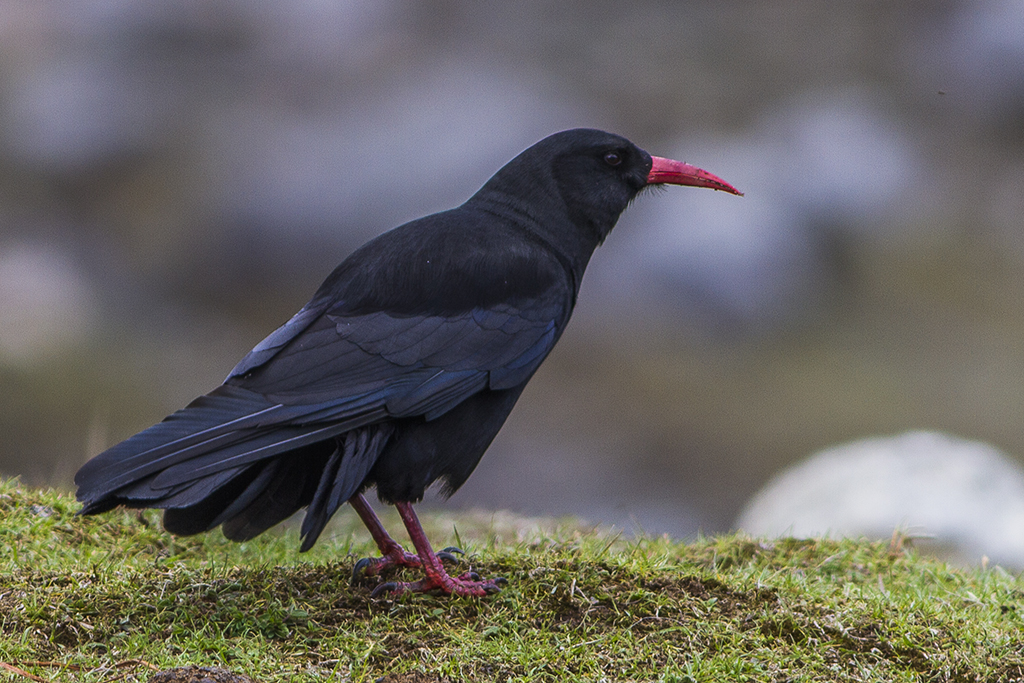
Esemplare nel Sikkim.

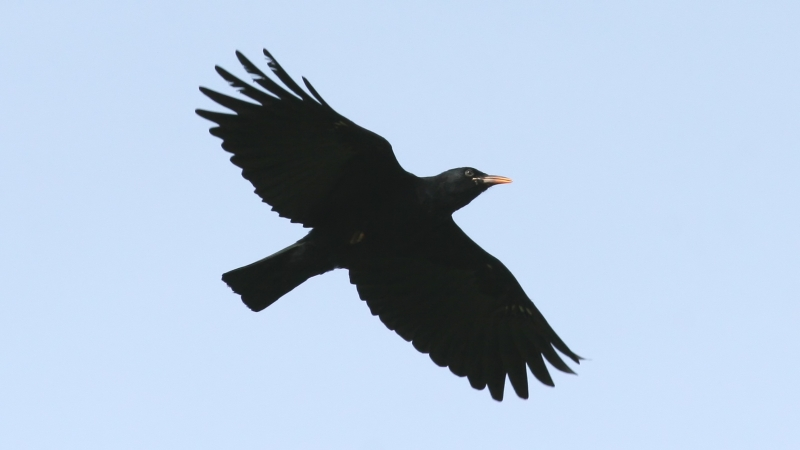
Giovane esemplare (notare il becco ancora giallo) in volo.

### Dimensioni
Misura 38–41 cm di lunghezza, per 207-375 g di peso e un'apertura alare di 73–90 cm: è riscontrabile una tendenza all'aumento della taglia in direttrice NW-SE.

### Aspetto
Si tratta di uccelli dall'aspetto massiccio e robusto, dalla piccola testa arrotondata con becco sottile e ricurvo verso il basso, lunghe ali digitate, coda squadrata e forti zampe non molto lunghe.
Il piumaggio si presenta di colore nero lucido su tutto il corpo, con presenza di sfumature metalliche verdi (bluastre o vioacee nelle sottospecie dell'Asia Centrale) nell'area del torso, sia dorsalmente che ventralmente.
Come intuibile dal nome comune e anche dal nome scientifico, nel gracchio corallino il becco e le zampe sono di color rosso corallo.
Non esiste dimorfismo sessuale evidente, tuttavia vengono usate con buona approssimazione tecniche di sessaggio che prevedono l'analisi delle proporzioni di diametro del becco e lunghezza del tarso.

## Biologia

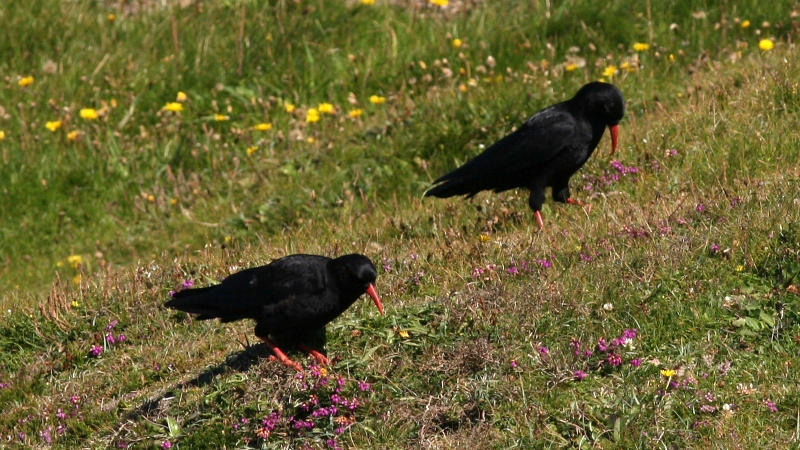
Due esemplari al suolo.

Il gracchio corallino è un uccello essenzialmente diurno, che vive in stormi che soprattutto durante l'inverno possono raggiungere dimensioni considerevoli, e passa la maggior parte della propria giornata alla ricerca di cibo al suolo, spostandosi in volo anche per distanze considerevoli (fino a 20 km al giorno dalle aree di riposo notturno) alla ricerca di territori favorevoli all'alimentazione.
Il richiamo di questi uccelli è pigolante, acuto e chioccolante, molto simile a quelli emessi dalle taccole.

### Alimentazione

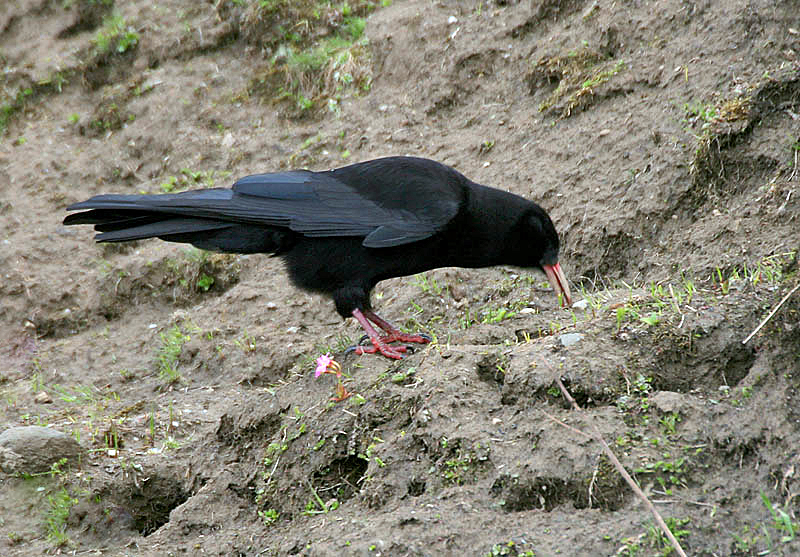
Esemplare si ciba nel distretto di Kullu.

Il gracchio corallino è un uccello essenzialmente insettivoro, la cui dieta si compone, soprattutto durante i mesi primaverili ed estivi, in massima parte di insetti (soprattutto formiche, che per molti mesi all'anno rappresentano l'alimento preponderante nella dieta di questi uccelli), ragni, vermi ed altri invertebrati: meno frequentemente, e soprattutto durante l'inverno, questi uccelli si nutrono inoltre di granaglie (soprattutto orzo, motivo per il quale essi vengono considerati dannosi in Asia Centrale) e bulbi (soprattutto di Gagea).
Questi uccelli sono soliti cercare il cibo al suolo, camminando costantemente e piluccando le prede col lungo becco: essi utilizzano tale appendice anche come strumento per sondare i primi 2–3 cm del suolo (arrivando in condizioni particolari fino a 20 cm) alla ricerca di larve o animali rifugiatisi sotto la superficie.

La sottospecie centralis, inoltre, similmente alle bufaghe è solita stazionare sul dorso del bestiame e degli animali selvatici alla ricerca di parassiti annidati nella pelliccia.

Similmente ad altre specie di corvidi, anche il gracchio corallino tende a conservare il cibo in surplus nelle fessure della roccia, tenendolo da parte per il periodo invernale dopo averlo coperto con sassolini.

### Riproduzione

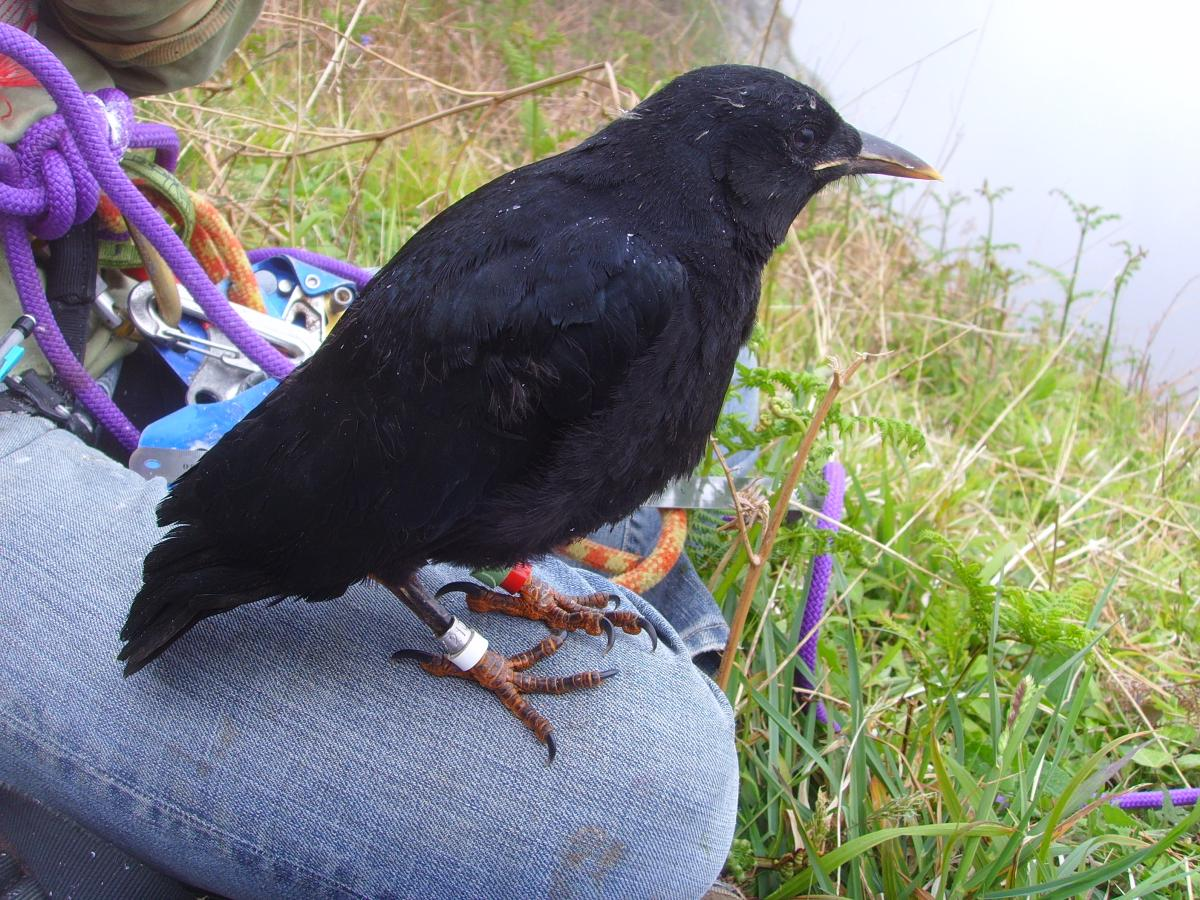
Giovane esemplare a Goulein.

Si tratta di uccelli monogami, che cominciano a riprodursi verso la fine di aprile, portando avanti una singola covata l'anno: le coppie sono molto fedeli, e rimangono assieme per la vita.
Il nido, massiccio e a forma di coppa, viene costruito in una caverna o su una falesia rocciosa, in una spaccatura della roccia sufficientemente spaziosa: se il supporto roccioso è sufficientemente tenero (arenaria o tufo), i gracchi corallini si scavano da soli una galleria profonda circa un metro dove nidificare. Non di rado, questi uccelli nidificano anche in aree antropizzate, come miniere, edifici abbandonati o (soprattutto in Mongolia) monasteri.

I gracchi corallini nidificano generalmente in solitudine: nelle aree in cui la quantità di cibo è sufficiente, tuttavia, non è raro vedere siti di nidifcazione con più nidi. Questi uccelli, inoltre, tendono a prediligere la presenza nei pressi del proprio nido di coppie nidificanti di grillai, che sono più territoriali e quindi più attenti alla presenza di eventuali pericoli nel territorio di cova.

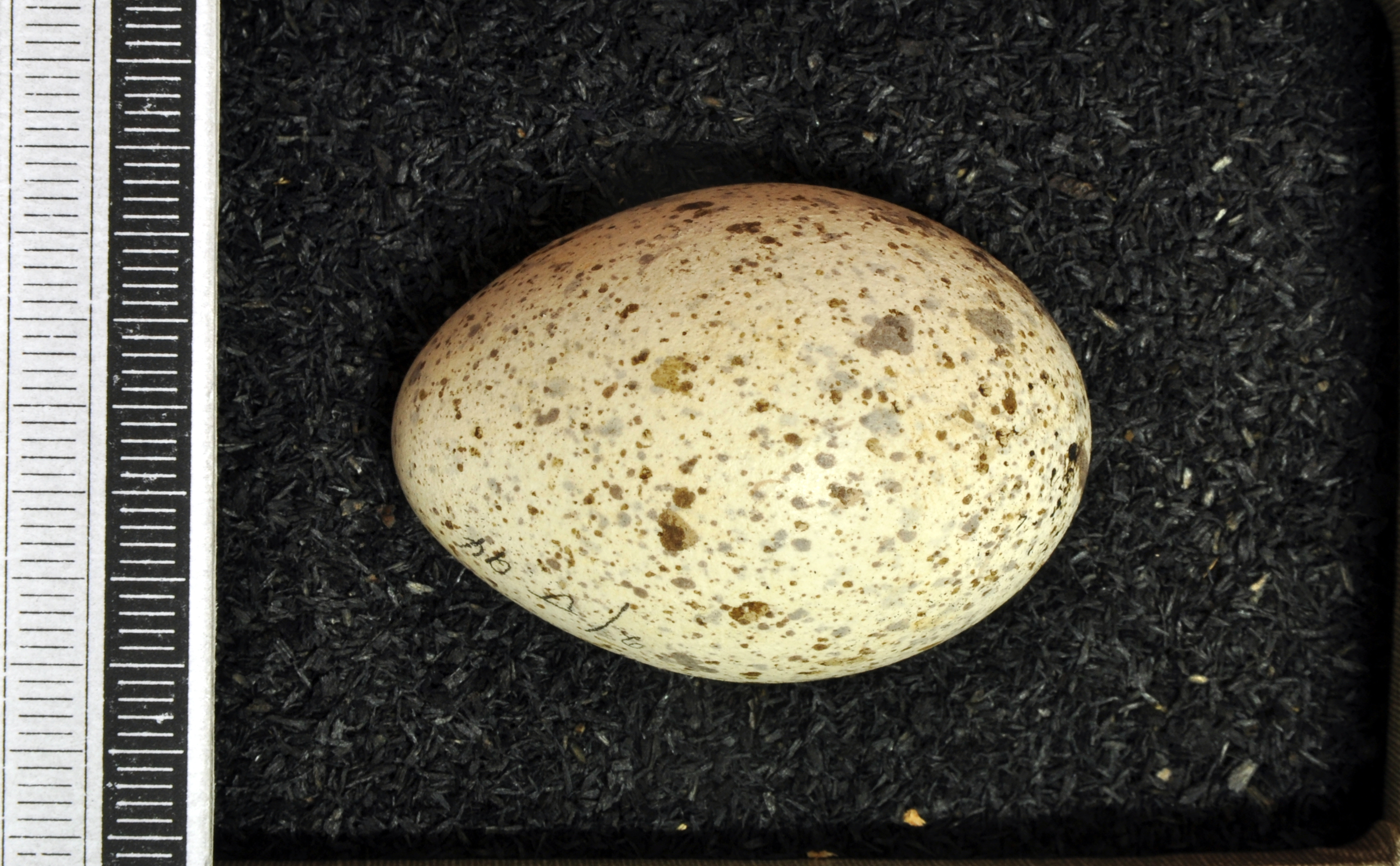
Uovo.

Ambedue i sessi collaborano alla costruzione del nido, utilizzando all'uopo rametti e fibre vegetali (soprattutto di brugo e ginestrone) e foderando l'interno con piumino e lanugine animale. Al suo interno, la femmina depone 3-5 uova color crema, munite di fitta ed irregolare maculatura di colore che varia dal grigio al bruno: le uova misurano generalmente 39x28 mm, per un peso medio di 15,7 g.

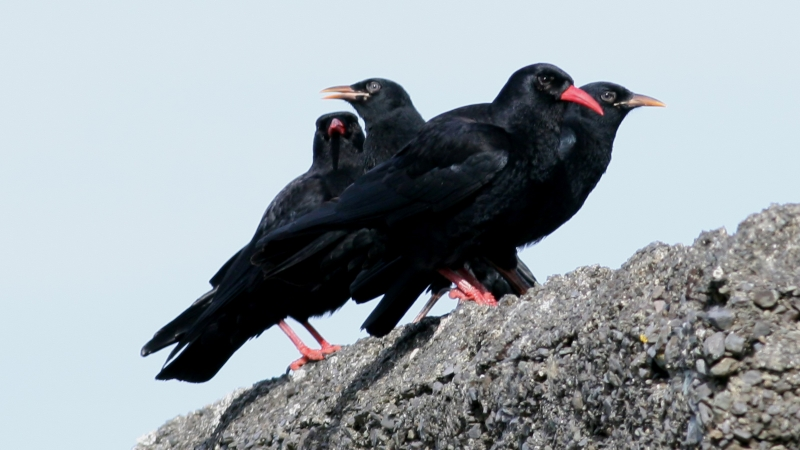
Coppia con giovani (distinguibili per il becco giallo.

La femmina cova le uova da sola (col maschio che nel frattempo rimane di guardia nei pressi del nido, occupandosi inoltre di reperire il cibo per sé e per la compagna) per 17-18 giorni, al termine dei quali schiudono pulli ciechi e ricoperti di rado piumino. Essi vengono accuditi e imbeccati dalla sola madre (che continua a ricevere il cibo dal partner, non allontanandosi dal nido per non far morire i piccoli di freddo) per i primi dieci giorni di vita, dopodiché i due genitori si alternano nell'accudirli. In tal modo, essi sono pronti per l'involo a 31-41 giorni dalla schiusa.
I giovani tendono a rimanere coi genitori fino alla maturità sessuale, che viene raggiunta attorno al terzo anno d'età: la speranza di vita del gracchio corallino si aggira attorno ai sette anni di vita, con esemplari in cattività che hanno raggiunto i 17 anni.
Il gracchio corallino subisce parassitismo di cova da parte del cuculo dal ciuffo.

## Distribuzione e habitat

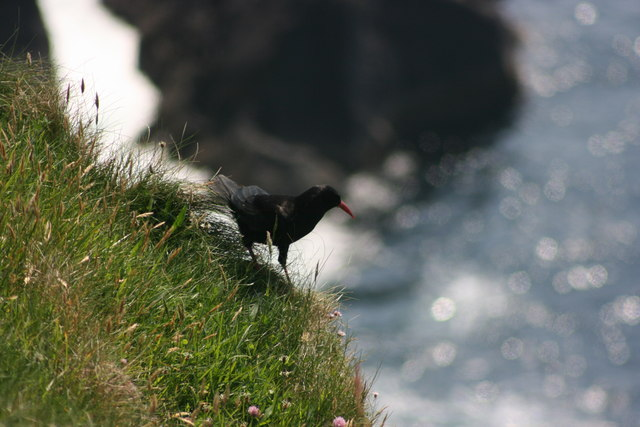
Esemplare a Slea Head.

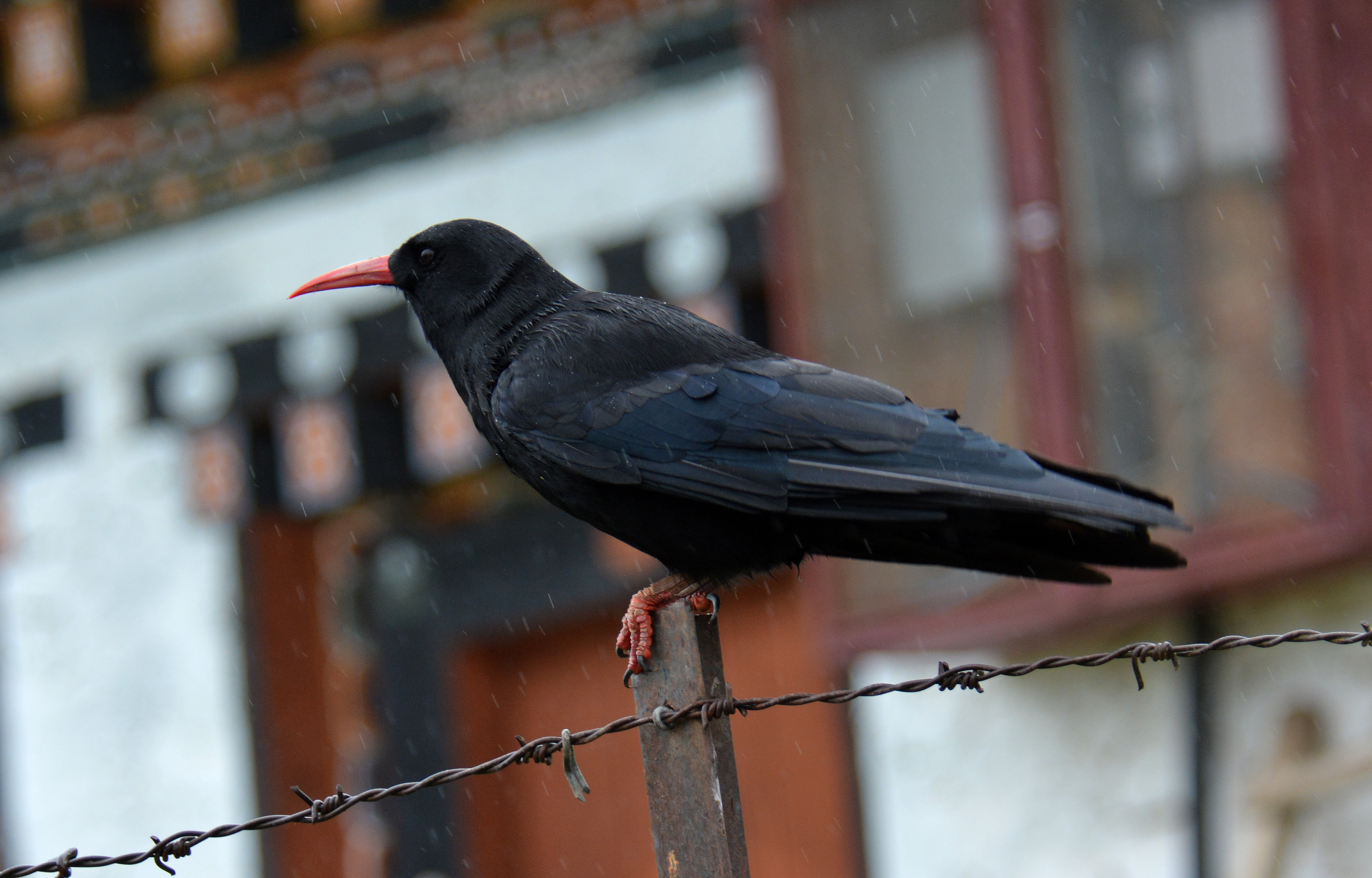
Esemplare in ambiente antropizzato in Bhutan.

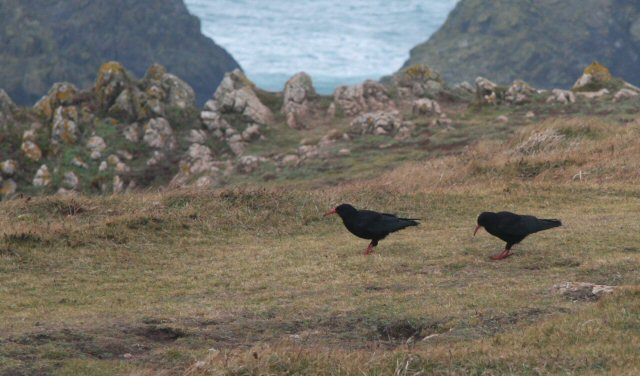
Due esemplari al suolo a Kynance Cove.

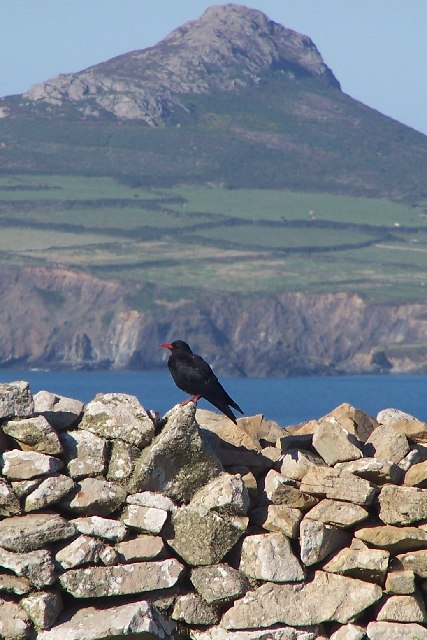
Esemplare sull'isola Ramsey.

Il gracchio corallino occupa un areale piuttosto vasto che comprende l'area attorno al Mare d'Irlanda (Irlanda meridionale, occidentale e settentrionale, isola di Man, Galles, Scozia sud-occidentale), la penisola iberica, i Pirenei, la Alpi, gli Appennini, i Balcani, Creta, la penisola anatolica, il Caucaso, il Kurdistan, la Persia, ad est fino alla valle dell'Indo, e da qui verso nord nel Tien Shan e da qui ad est fino alla Manciuria, allo Shandong e verso l'interno a sud fino all'area di confine fra Tibet e Yunnan. Due popolazioni distinte popolano inoltre l'acrocoro etiopico, nei Monti Semien e nelle montagne di Bale, mentre in Nordafrica la specie è attestata sui monti dell'Atlante in Marocco e Algeria e a La Palma, nelle Canarie.
In Italia, il gracchio corallino è diffuso con la sottospecie erythrorhamphos lungo tutto l'arco alpino, nell'Appennino Centrale, nei Monti Nebrodi e nelle Madonie in Sicilia e sul massiccio del Gennargentu in Sardegna. La specie è residente in tutto l'areale occupato.
L'habitat di questi uccelli è rappresentato dalle aree montuose: questi uccelli sono più frequenti da vedere fra i 2000 e i 3000 m di quota, con esemplari osservati sopra i 6000 m di quota sull'Himalaya (col record stabilito da una coppia nidificante a 7950 sul Monte Everest). Soprattutto nella porzione occidentale dell'areale, inoltre, il gracchio corallino colonizza le falesie rocciose a picco sul mare.
La presenza di questi uccelli è legata a quella di prati alpini o di aree di vegetazione bassa legate all'attività di pascolo o al vento salso.

## Sistematica
Se ne riconoscono 8 sottospecie:

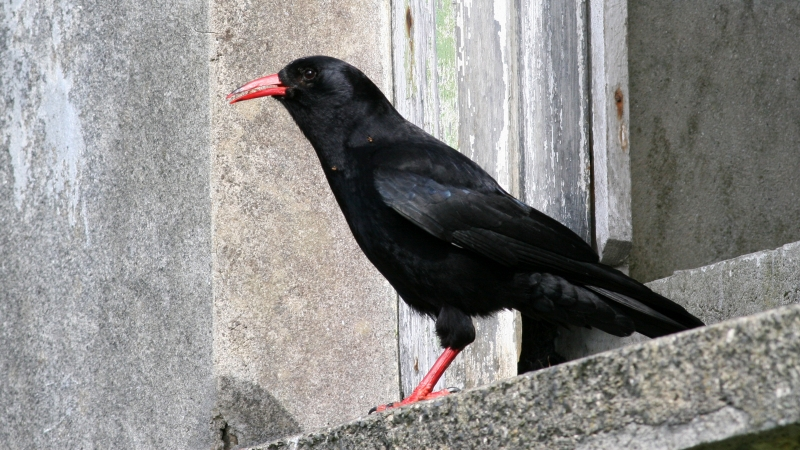
Esemplare della sottospecie nominale nella contea di Cork.

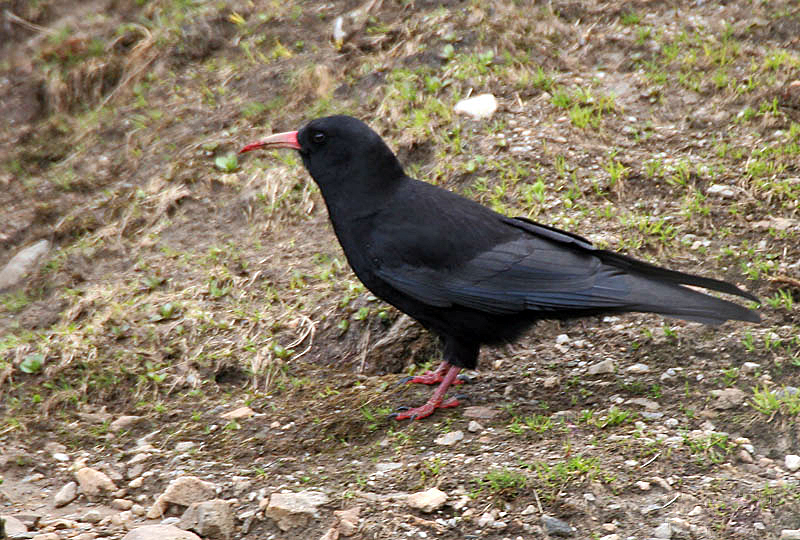
Esemplare della sottospecie centralis nell'Himachal Pradesh.

- Pyrrhocorax pyrrhocorax pyrrhocorax (Linnaeus, 1758) - la sottospecie nomiale, piccola e dal piumaggio opaco, endemica delle isole britanniche;
- Pyrrhocorax pyrrhocorax erythrorhamphos (Vieillot, 1817) - più grande e con iridescenze verdi nella livrea, diffusa nella penisola iberica, in Francia meridionale, Svizzera, Italia, Corsica e Sardegna;
- Pyrrhocorax pyrrhocorax barbarus Vaurie, 1954 - con ali, coda e becco più lunghi, diffusa in Nordafrica e alle Canarie;
- Pyrrhocorax pyrrhocorax docilis (Gmelin SG, 1774) - grande e dal becco più corto, diffusa dalla penisola balcanica alla valle dell'Indo;
- Pyrrhocorax pyrrhocorax centralis Stresemann, 1928 - dalle iridescenze blu-purpuree nella livrea, diffusa dal Kashmir alla Buriazia;
- Pyrrhocorax pyrrhocorax himalayanus (Gould, 1862) - la più grande, con coda lunga ed iridescenze azzurre e purpuree nella livrea, diffusa sulle pendici meridionali dell'Himalaya, dall'Andhra Pradesh allo Yunnan;
- Pyrrhocorax pyrrhocorax brachypus (Swinhoe, 1871) - simile alle due precedenti, ma più piccola e dal becco più sottile, diffusa dalla Mongolia Interna all'Hebei;
- Pyrrhocorax pyrrhocorax baileyi Rand & Vaurie, 1955 - grande e senza iridescenze, endemica dell'Etiopia;

A questi si aggiunge una sottospecie estintasi in tempi preistorici, Pyrrhocorax pyrrhocorax primigenius, vissuta in Francia ud-occidentale durante l'ultima era glaciale.
Alcuni autori riconoscerebbero inoltre delle sottospecie pontifex dei Monti Elburz, subdocilis del sud del Turkmenistan (ambedue sinonimizzate con docilis) e stresemanni dei monti Sajany (sinonimizzata con centralis), mentre sono ancora da chiarire le posizioni tassonomiche delle popolazioni dell'Heilongjiang occidentale (ascritte a brachypus), dell'isolata baileyi (che differisce dalle altre anche nelle vocalizzazioni, e potrebbe rappresentare una specie a sé stante, a sua volta con due sottospecie) e delle popolazioni italiane, che mostrano maggiore affinità genetiche con quelle nordafricane che con quelle europee.

## Conservazione
A livello globale, il gracchio corallino è ben diffuso e rappresentato: specie in Europa, tuttavia, la specie ha sofferto durante il XX secolo dell'alterazione dell'habitat (antropizzazione, diminuzione dei pascoli, disturbo dei siti di cova), diminuendo significativamente i propri numeri.
Sebbene siano comuni solo in Spagna, questi uccelli sembrano numericamente in crescita, con nuove popolazioni che stanno ricolonizzando aree in cui erano scomparse da tempo, come la Cornovaglia e l'isola di Jersey. In Italia, la specie risulta protetta ai sensi dell'art. 157/92.

## Il gracchio corallino nella cultura di massa
Il gracchio corallino è molto presente nel folklore locale delle aree in cui vive. Nella mitologia greca questi uccelli erano consacrati a Crono e secondo l'Odissea erano soliti vivere su un'isola segreta assieme a Calipso.

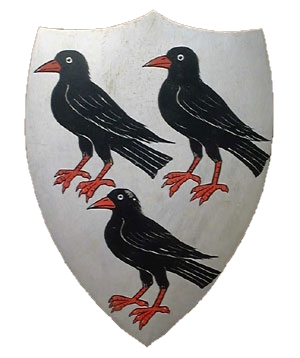
Stemma di San Tommaso Becket: tre gracchi su sfondo d'argento.

In Cornovaglia il gracchio corallino è tenuto in grande considerazione, tanto da comparire sullo stemma della contea: per i cornici, Re Artù non morì nella sua ultima battaglia, bensì venne trasformato in uno di questi animali (nei quali il becco e le zampe sarebbero rossi perché ancora sporchi di sangue). Pertanto, in Cornovaglia uccidere un gracchio corallino è considerato un atto estremamente malaugurante, ed il ritorno di questi uccelli sui territori cornici è stato salutato con grande euforia.
Nel resto del mondo anglosassone, invece, questo uccello non ha goduto di altrettanta fortuna e protezione: assieme a molti altri corvidi, questi uccelli vennero fatti bersaglio di persecuzione nel 1542 col Vermin Act di Enrico VIII (sebbene si ha motivo di credere che col termine chough, utilizzato in inglese per i gracchi, si tendesse ad indicare in passato la taccola), mentre durante il XVIII secolo i gracchi (come testimoniano anche William Camden e Daniel Defoe nei loro scritti) erano considerati pericolosi in quanto, essendo secondo la credenza attratti dai fuochi come le gazze lo sono dagli oggetti luccicanti, potevano divenire dei propagatori di incendi.
I gracchi vengono nominati da Shakespeare nell'atto 4, scena 6 del suo Re Lear: fin dal XIV secolo, inoltre, tre gracchi campeggiano nello stemma dell'arcivescovo di Canterbury Thomas Becket. Il motivo di ciò non è ancora del tutto chiaro: secondo una leggenda uno di questi uccelli volò nella cattedrale durante l'assassinio del santo, mentre secondo un'altra scuola di pensiero il motivo della loro presenza sarebbe legato all'assonanza fra il cognome di Becket ed uno dei nomi del gracchio corallino in inglese, beckit.
Il gracchio corallino compare inoltre sui francobolli di Bhutan, Gambia, Isola di Man, Iugoslavia e Turkmenistan, oltre ad essere la mascotte animale dell'isola di La Palma, nelle Canarie (arcipelago che in base ai resti fossili la specie in passato popolava per intero).
Il gracchio corallino, assieme alla foglia-fronda di una rara felce, è il simbolo del Parco Regionale delle Alpi Apuane sulle cui cime nidificano decine di coppie.